# Линдквист, Эбба Юханна
Эбба Линдквист (швед. Ebba Johanna Bergman Lindkvist, 10 марта 1882 — 5 июня 1942) — шведская актриса и кинорежиссёр.

## Биография
Эбба Юханна родилась в Стокгольме в 1882 г. Её родителями были Густав Эдвард Бергман и Эмма Августа Шарлотта Бробек. Эбба была второй из четверых детей. Она изучала пение и драму у Берты Таммелин и Эмиля Хилльберга. По окончании обучения начала выступать в передвижных и муниципальных театрах, в частности с труппой Sydsvenska Skådebanan.
В 1907 г. Эбба Юханна вышла замуж за Виктора Линдквиста. В этом браке родился сын Рудольф. Вместе с мужем Эбба в 1910 г. открыла школу пения и драмы в Мальмё. 27 октября 1910 г. она выпустила киноверсию пьесы Фредерика Дальгрена Värmlänningarna и сама снялась в нём. Тем самым Эбба Линдквист стала первой шведкой-кинорежиссёром, на год опередив Анну Уддгрен, которой первенство приписывалось до 2016 г. Сотрудничала с фотографом Эрнстом Диттмером, который участвовал в создании декораций для её фильма. Всего Эбба снялась в двух кинофильмах.
Почти всю жизнь прожила в Сконе. Скончалась от пневмонии в 1942 г. в Векшё.
В 2016 г. в честь Эббы Юханны Линдквист была учреждена медаль, которой награждают выдающихся женщин-режиссёров, фотографов, сценаристов и редакторов из Сконе.